# Elk Point (South Dakota)
Elk Point ist eine Kleinstadt (mit dem Status „City“) und Verwaltungssitz des Union County im US-amerikanischen Bundesstaat South Dakota. Das U.S. Census Bureau hat bei der Volkszählung 2020 eine Einwohnerzahl von 2149 ermittelt.

## Geografie
Elk Point liegt im Südwesten South Dakotas am linken Ufer des Missouri River, der die Grenze zu Nebraska bildet. Die Stadt liegt etwa 5 km südwestlich des die Grenze zu Iowa bildenden Big Sioux River, kurz bevor dieser in den Missouri mündet. Die geografischen Koordinaten von Elk Point sind 42°41′00″ nördlicher Breite und 96°41′01″ westlicher Länge. Das Stadtgebiet erstreckt sich über eine Fläche von 3,52 km².
Benachbarte Orte von Elk Point sind Richland (12,2 km nordnordöstlich), Westfield in Iowa (16,7 km nordöstlich), Jefferson (14,5 km südöstlich) und Vermillion (24,4 km nordwestlich). Etwa 8 km missouriabwärts auf dem gegenüberliegenden Ufer liegt Ponca in Nebraska, das über die nächste Straßenbrücke aber 62,7 km entfernt ist.
Die nächstgelegenen größeren Städte sind Sioux Falls (107 km nördlich), Fargo in North Dakota (489 km in der gleichen Richtung), Minneapolis in Minnesota (462 km nordöstlich), Rochester in Minnesota (465 km ostnordöstlich), Sioux City in Iowa (37,5 km südöstlich), Iowas Hauptstadt Des Moines (338 km in der gleichen Richtung), Omaha in Nebraska (194 km südsüdöstlich) und Kansas City in Missouri (481 km in der gleichen Richtung).

## Verkehr
Entlang des südwestlichen Stadtrandes von Elk Point verläuft die Interstate 29, die von Kansas City nach Winnipeg in der kanadischen Provinz Manitoba führt. Der South Dakota Highway 11 verläuft in Nordwest-Südost-Richtung als Hauptstraße durch das Stadtgebiet von Elk Point. Alle anderen Straßen innerhalb des Stadtgebiets sind untergeordnete Landstraßen, teils unbefestigte Fahrwege oder innerörtliche Verbindungsstraßen.
Durch Elk Point führt für den Frachtverkehr eine Eisenbahnstrecke der BNSF Railway. Von dieser zweigt in nordöstlicher Richtung eine Nebenstrecke ab, die zu einem kleinen Vertragspartner der BNSF gehört.
Mit dem Graham Field in North Sioux City befindet sich 23,4 km südöstlich von Elk Point ein kleiner Flugplatz. Die nächsten größere Flughäfen sind der Sioux Gateway Airport in Sioux City (46,5 km südöstlich) und der 110 km nördlich gelegene Sioux Falls Regional Airport, der größte Flughafen South Dakotas.

## Geschichte
Die überlieferte Geschichte von Elk Point geht auf den Beginn der Lewis-und-Clark-Expedition im Jahr 1804 zurück, als hier bei der Fahrt entlang des Missouri ein Lager aufgeschlagen wurde. Benannt wurde die Stelle bereits von Indianern und französischen Pelzjägern nach den hier verbreitet vorkommenden Wapitihirschen (engl.: Elk).
1859 errichtete Eli Wixson aus Sioux City ein Haus und war damit der erste weiße Siedler auf dem Gebiet der heutigen Stadt. Durch weitere Siedler wuchs die Einwohnerzahl des Ortes rasch an, sodass Elk Point im Jahr 1873 als selbstständige Kommune inkorporiert wurde.

## Demografische Daten
Nach der Volkszählung im Jahr 2010 lebten in Elk Point 1963 Menschen in 770 Haushalten. Die Bevölkerungsdichte betrug 557,7 Einwohner pro Quadratkilometer. In den 770 Haushalten lebten statistisch je 2,49 Personen.
Ethnisch betrachtet setzte sich die Bevölkerung zusammen aus 97,0 Prozent Weißen, 0,3 Prozent Afroamerikanern, 0,6 Prozent amerikanischen Ureinwohnern, 0,2 Prozent Asiaten sowie 0,8 Prozent aus anderen ethnischen Gruppen; 1,2 Prozent stammten von zwei oder mehr Ethnien ab. Unabhängig von der ethnischen Zugehörigkeit waren 1,5 Prozent der Bevölkerung spanischer oder lateinamerikanischer Abstammung.
30,4 Prozent der Bevölkerung waren unter 18 Jahre alt, 55,6 Prozent waren zwischen 18 und 64 und 14,0 Prozent waren 65 Jahre oder älter. 52,0 Prozent der Bevölkerung war weiblich.

Das mittlere jährliche Einkommen eines Haushalts lag bei 57.031 USD. Das Pro-Kopf-Einkommen betrug 27.459 USD. 6,9 Prozent der Einwohner lebten unterhalb der Armutsgrenze.